# Kanton Anet
Anet is een kanton van het Franse departement Eure-et-Loir. Het kanton maakt deel uit van het arrondissement Dreux.

## Gemeenten
Het kanton Anet omvatte tot 2014 de volgende 20 gemeenten:
- Abondant
- Anet (hoofdplaats)
- Berchères-sur-Vesgre
- Boncourt
- Broué
- Bû
- La Chaussée-d'Ivry
- Gilles
- Goussainville (inclusief de op 1 januari 2015 opgeheven gemeente Champagne)
- Guainville
- Havelu
- Marchezais
- Le Mesnil-Simon
- Oulins
- Rouvres
- Saint-Lubin-de-la-Haye
- Saint-Ouen-Marchefroy
- Saussay
- Serville
- Sorel-Moussel

Bij de herindeling van de kantons door het decreet van 24 februari 2014, met uitwerking op 22 maart 2015, werden daar volgende 5 gemeenten aan toegevoegd:
- Boutigny-Prouais
- La Chapelle-Forainvilliers
- Cherisy
- Germainville
- Montreuil